# Mickey Cohen
 (avril 2008).
Si vous disposez d'ouvrages ou d'articles de référence ou si vous connaissez des sites web de qualité traitant du thème abordé ici, merci de compléter l'article en donnant les références utiles à sa vérifiabilité et en les liant à la section « Notes et références ».
Pour les articles homonymes, voir Cohen.
Mickey Cohen, né Meyer Harris Cohen le 4 septembre 1913 à Brooklyn, New York et mort le 29 juillet 1976  à Los Angeles, est un gangster américain rattaché à la Yiddish Connection ayant des liens très étroits avec la mafia italienne. Étant parrain de la famille Cohen, son influence au sein du crime organisé à Los Angeles a été très importante des années 1930 aux années 1960.

## Biographie

### Les premières années: du petit trafiquant au champion de boxe
Mickey Cohen est né le 4 septembre 1913 à Brooklyn, New York (bien que sa tombe porte la date de 1914). Sa mère, Fanny, avait quitté Kiev en Ukraine pour émigrer aux États-Unis. Entre 1916 et 1919, cette dernière emménage avec sa sœur Lillie et le petit Mickey dans le quartier de Boyle Heights, à Los Angeles, où elle ouvre une épicerie et une pharmacie, puis abandonnera sa famille peu de temps après. À six ans, Mickey vend des journaux dans la rue, où le déposent ses frères Harry et Louis. Mickey et ses frères (à l'exception de Sam), juifs pratiquants, deviennent rapidement de véritables contrebandiers qui n'hésitent pas à se battre pour protéger leur commerce illégal. En 1923, à neuf ans, Mickey vend de l'alcool aux clients de la pharmacie familiale, transformée en distillerie clandestine. Il est arrêté une première fois à cette occasion mais rapidement libéré grâce aux relations de son frère. Il recommencera à vendre de l'alcool de contrebande un peu plus tard à Los Angeles.
Habitué des rixes à l'adolescence, Mickey commence à organiser et à participer à des combats de boxe illégaux : d'abord à Los Angeles, puis sur la Côte Est. Très doué, on lui propose des combats comme boxeur professionnel poids plume (il mesure 1,65 m). Il sera ainsi opposé à d'excellents boxeurs, parmi lesquels Tommy Paul à Cleveland qui le battra cependant par K.O. technique dès la 1re reprise.

### La rencontre avec le grand banditisme et la mafia
Gangster et boxeur remarqué, Cohen se fait remarquer des chefs du grand banditisme. Cogneur et malin, il est engagé par la mafia. On l'installe alors à Cleveland (Ohio). Il rencontre Lou Rothkopf, un associé de Moe Dalitz, puis retourne sur la côte Est, à New York, où il devient un associé des Tommy Dioguardi, Johnny Dio et Owney Madden. Il repart ensuite pour le centre du pays à Chicago.

### Les années 1920: la Prohibition
Al Capone contrôle plusieurs trafics à Chicago à l'époque, dont celui de l'alcool. Mickey Cohen travaille comme enforcer pour l'organisation d'Al Capone (l'Outfit de Chicago) et se spécialise dans les parties de cartes. Mickey est condamné pour son rôle dans la mort de plusieurs gangsters lors d'une partie de cartes qu'on suppose avoir mal tourné, mais ces gangsters devaient peut-être de l'argent à Capone.
Al Capone use de son influence pour faire rapidement libérer Cohen, qui recommence à organiser des parties de cartes et autres opérations illégales de jeux de hasard. Il devient plus tard l'associé de Mattie Capone, le jeune frère d'Al. Il travaillera également pour Jake Guzik mais il sera rapidement contraint d'abandonner Chicago pour Cleveland, après avoir perdu une partie de jeu de hasard qu'il avait lui-même proposée.
À Cleveland, Cohen travaille de nouveau pour Lou Rothkopf, un associé de Meyer Lansky et de Bugsy Siegel. Mais il y a peu de travail pour Cohen à Cleveland et il a plusieurs conflits avec des membres du clan Capone ; on l'envoie alors à Los Angeles sur la côte Ouest.

### De garde du corps du Syndicat à leader de Los Angeles
À Los Angeles, Meyer Lansky et Lou Rothkopf l'ont chargé d'assister Bugsy Siegel, lui aussi quelque peu en disgrâce sur la côte Est. Pendant leur association, Cohen participe à la construction du Flamingo Hotel à Las Vegas, ville contrôlée par des Italiens. À cette époque, Cohen rencontre Lavon Weaver, prostituée sous le nom de Simoni King, et ils se marient en octobre 1940.
En 1947, les familles du crime ordonnent la mort de Siegel, le prétexte étant qu'il aurait mal dirigé le Flamingo Hotel et que lui ou sa petite amie (Virginia Hill) auraient puisé dans la caisse. Cohen prend très mal la nouvelle de l'assassinat de son associé et ami. Il cherche à le venger, se renseigne au sujet des assassins. Il apprend qu'ils sont logés à l'Hôtel Roosevelt ; il y va, tire sur deux personnes avant de s'en prendre au plafond, exigeant que les assassins le rencontrent à l'extérieur dans dix minutes. Mais personne n'apparaît et Cohen doit s'enfuir à l'arrivée de la police. Il y a des chances que Cohen n'ait fait ici que jouer la comédie : c'est à lui que profite le crime puisque Siegel mort, il devient le seul et unique leader du contrôle du jeu à Las Vegas.

### Les années 1950: l'apothéose, un des deux rois de Los Angeles
La mafia italienne, en tuant Siegel, a décapité l'organisation de Los Angeles, qui passe alors sous son contrôle direct. Frank Carbo (en) de la famille Dragna est chargé de la ville. Mickey Cohen, qui avait déjà travaillé avec cette mafia, continue à contrôler l'industrie du jeu. Ses méthodes violentes finissent par le signaler à l'attention des autorités fédérales qui enquêtent sur les opérations du clan Dragna.
Au cours de cette période, Cohen doit faire face à plusieurs tentatives d'assassinat, dont certaines vraisemblablement fomentées par les forces de l'ordre. Sa maison, située sur la très chic avenue Moreno, à Brentwood, sera même bombardée. Pour se protéger, il transforme sa maison en forteresse, installant des projecteurs, des systèmes d'alarme et un arsenal bien équipé qu'il conserve, comme il aime à le raconter en plaisantant, à côté de ses 200 costumes coupés sur mesure.
Mickey Cohen a aussi brièvement eu Johnny Stompanato pour garde du corps et chauffeur. Tout comme Stompanato, il avait le goût des femmes, parmi les plus célèbres et les plus attirantes, des actrices de Hollywood comme des stripteaseuses. Mickey Cohen trompe très souvent son épouse ; à sa mort, il a beau jeu d'affirmer qu'elle était une lady incomparable et qu'il n'en trouverait plus jamais une comme elle. Cohen ne se remariera jamais. Sans qu'il s'en rende compte, la mort de sa femme marque pour lui le début de la fin.
En 1950, Michael Cohen fait l'objet d'une enquête parlementaire en même temps que de nombreux autres criminels. La commission chargée de l'enquête condamnera Cohen pour évasion fiscale à cinq années de réclusion, il n'en fera que quatre. Il est interné dans un pénitencier de l'État de Washington ; il y est bien traité, entretenant des relations amicales et chaleureuses avec ses gardiens (il leur sert même de teinturier). Relâché, il revient à Los Angeles où il reprend ses précédentes activités, acquérant une renommée internationale. Il sera rédacteur en chef d'un journal dont les ventes battront des records, d'après l'écrivain Brad Lewis. Il apparaît même sur les écrans de télévision, interviewé par Mike Wallace, en 1955. Selon l'écrivain Richard Lamparsk, il investit par la suite dans son quartier de Brentwoodes où il possède des fleuristeries, des drogueries, des boîtes de nuit, des casinos, des stations d'essence, des merceries, etc.

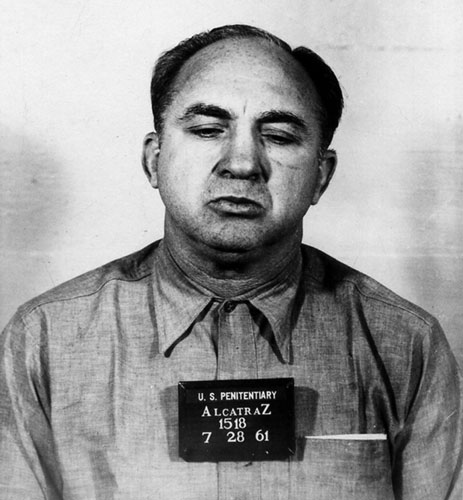
Michey Cohen à la prison d'Alcatraz en juillet 1961

En 1961, Cohen est une nouvelle fois condamné pour évasion fiscale. Il est envoyé à la prison d'Alcatraz. Il est le seul prisonnier à avoir été libéré d'Alcatraz. Sa demande de caution est signée par le président de la Cour Suprême des États-Unis Earl Warren. Après l'échec successif de ses appels, Cohen est envoyé à la prison fédéral d'Atlanta en Georgie. Sa puissante Cadillac blindée du moment est saisie par le département de la police de Los Angeles. De nos jours, elle est exposée au musée de la voiture de Southward en Nouvelle-Zélande.
Le 14 août 1963, durant sa période d'incarcération au pénitencier fédéral d'Atlanta, le prisonnier Estes McDonald tente de tuer Cohen en le frappant avec une barre de fer. En 1972, Cohen est libéré de la prison d'Atlanta, où il commence à dénoncer les conditions d'incarcération indigne. On lui diagnostique à tort un ulcère, qui s'avère être en fait un cancer de l'estomac. Après avoir subi une intervention chirurgicale, il continue sa tournée à travers les États-Unis et fait des apparitions à la télévision, dont une fois chez Ramsey Clark.

### Les années 1970: libération et mort

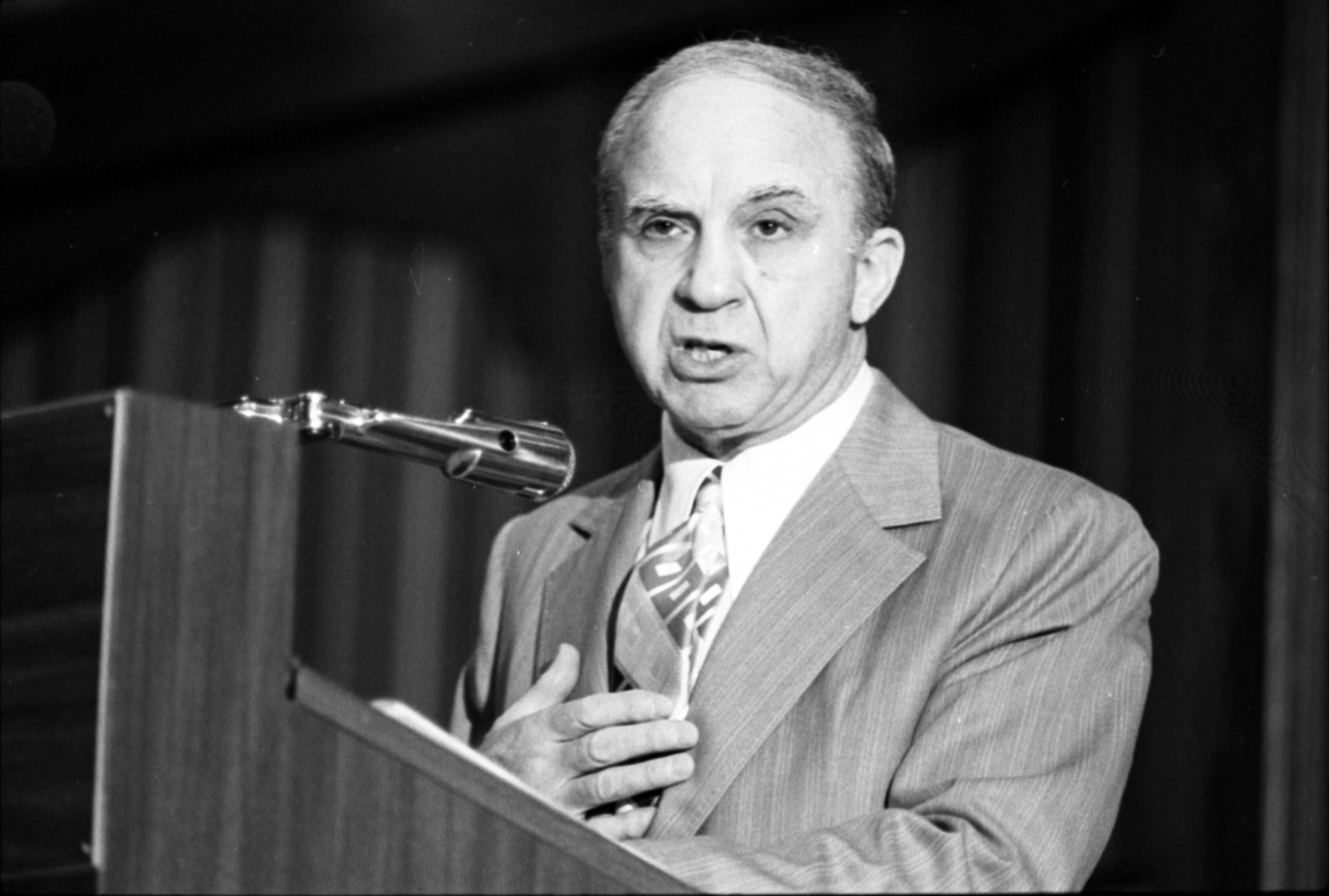
Mickey Cohen en juillet 1975

Libre et de retour à Los Angeles, il se lie à l'actrice Edy Williams. Cohen connaît tout le monde à Hollywood, jusqu'à Marilyn Monroe. Il est proche de Richard Nixon et apparaît aux côtés de son ami le prédicateur Billy Graham lors d'un rallye évangélique au Madison Square Garden. On reparle de lui à l'occasion de l'enlèvement de Patricia Hearst, la petite-fille de William Randolph Hearst, un ami de longue date : Hearst veut le faire intervenir pour libérer sa petite-fille, mais Cohen ne connaît pas les ravisseurs et ne peut donc rien faire.
Cohen meurt dans son sommeil en 1976 des suites d'un ulcère ayant dégénéré en tumeur à l'estomac. Il est enterré au Hillside Memorial Park Cemetery de Culver City, Californie.

## Dans la culture populaire
On retrouve le personnage de Mickey dans de nombreux films, téléfilms, séries et en littérature :
- Dans le Quatuor de Los Angeles de James Ellroy : Le Dahlia noir (1987), Le Grand Nulle part (1988), L.A. Confidential (1990) et White Jazz (1991).
- 1988 : Shakedown on the Sunset Strip (TV) de Walter Grauman, interprété par Harris Laskaway
- 1991 : Bugsy de Barry Levinson, interprété par Harvey Keitel
- 1993 : Fallen Angels (série TV) - Saison 1, épisode 6, interprété par James Woods
- 1997 : L.A. Confidential de Curtis Hanson, interprété par Paul Guilfoyle
- 1998 : Les Rois de Las Vegas (The Rat Pack) de Rob Cohen, interprété par Alan Woolf
- 2011 : L.A. Noire, jeu vidéo de Rockstar Games et Team Bondi, interprété par Patrick Fischler
- 2012 : Gangster Squad de Ruben Fleischer, interprété par Sean Penn
- 2013 : Mob City de Frank Darabont, interprété par Jeremy Luke